# 傑夫·松田
傑夫·松田（英語：Jeff Matsuda，1970年—）是一名日裔美籍的漫畫家、動畫師，曾經以電視卡通影集蝙蝠俠（The Batman）獲得日間時段艾美獎。他是電視卡通影集《成龍歷險記》及《蝙蝠俠》的首席角色設計師，同時也是X光小子工作室（X-Ray Kid Studios）的總裁。
松田乃由羅布·里菲爾德（Rob Liefeld）挖掘出來的，當時松田畫了幾頁超級英雄漫畫《野貓》（Wildcats）的模仿畫作送至里菲爾德主持的極限工作室和吉姆·李的野風暴製作公司，讓里菲爾德看了驚為天人。然而，松田的漫畫處女作卻發表在漫畫雜誌《嚮導雜誌》（Wizard Magazine）上，他繪製了《X力量》（X-Force）裡的角色「電纜」（Cable）。

## 外部連結
- 個人網站
- 個人部落格 （页面存档备份，存于）
- X光小子官方網站 （页面存档备份，存于）